# Аскаров Азімжан
Азімжан Аскаров (узб. Azimjon Asqarov; 17 травня 1951, Базар-Коргон, Джалал-Абадська область, Киргизстан — 25 липня 2020, с. Жани-Жер Чуйської області Киргизстан) — киргизький правозахисник і журналіст, етнічний узбек.

## Біографія
Навчався на художника та писав картини.
У 2002 створив організацію «Повітря». Боровся з поліцейським свавіллям, публікувався у ЗМІ. Мав низку неурядових нагород, у тому числі Міжнародну премію за свободу преси Комітету захисту журналістів.
У 2011 році на тлі судового процесу у Бішкеку відбулася його виставка. Проте своєю професією зробив журналістику та правозахист. У 2002 створив організацію «Повітря». Боровся з поліцейським свавіллям, публікувався у ЗМІ. Мав низку неурядових нагород, у тому числі Міжнародну премію за свободу преси Комітету захисту журналістів, премію «Захисник прав людини»(2015) та Премію Homo homini.
Декількома киргизькими судовими інстанціями в 2010—2017 роках засуджено до довічного ув'язнення за підозрою у вбивстві міліціонера Мактибека Сулайманова та участь у масових заворушеннях під час Ошських подій 2010 року. Завдяки наявності в конституції Киргизії норми (нині усунено), що ставило рішення деяких міжнародних органів вище за національні, справа розглядалася повторно, в результаті він знову був засуджений до довічного ув'язнення. Цей вирок, який ще міг бути оскаржений у Верховному суді Киргизії, спричинив гостру реакцію з боку правозахисників та Верховного комісара ООН з прав людини. Існує думка, що реальною причиною арешту та подальшого процесу над Аскаровим стали його правозахисна діяльність та активізм до 2010 року, і те, що він знімав на камеру підготовку до погромів. Влада Киргизії, однак, заявляє, що касети з таким записом не існує. Після вироку 24 січня 2017 Аскаров оголосив голодування
У 2019 році написав відкрите звернення «Я проклинаю».
Помер у колонії № 19 у селі Жани-Жер Чуйської області Киргизстану 25 липня 2020.
Похований в селищі Янгібазар в Ташкентській області Узбекистану.
Автор книги «Я щасливий»